# 瓊斯維爾 (肯塔基州格蘭特縣)
瓊斯維爾（英語：Jonesville）是位於美國肯塔基州格蘭特縣的一個非建制地區。

## 地理
瓊斯維爾所處的海拔為高於海平面279米（即915英呎），而該地所採用的時區為UTC-5，即北美東部時區（EST）。同時該地設有夏令時間，為UTC-5調快一小時，即UTC-4（EDT）。